# Joseph Liouville
Joseph Liouville (francés: /ʒozɛf ljuvil/; 24 de marzo de 1809 - 8 de septiembre de 1882) fue un matemático francés.

## Biografía
Liouville se graduó en la École Polytechnique de París en 1827. Tras varios años como asistente en varias instituciones logró ser profesor en la École Polytechnique en el año 1838. Obtuvo la cátedra de Matemáticas en el Collège de France en 1850 y la de Mecánica en la Faculté des Sciences en 1857.
Tras sus logros académicos se encuentra un personaje de mucho talento en materia de organizativa, de esta manera Liouville organizó el Journal de Mathématiques Pures et Appliquées publicación que obtuvo una muy gran reputación, y que mantiene hoy en día. Fue uno de los primeros en leer y reconocer el mérito de las obras inéditas de Évariste Galois y que publicó posteriormente en su journal en el año 1846. Liouville se involucró en temas de política por algún tiempo, y logró ser miembro de la Asamblea Constitucional en 1848. Después de las elecciones de 1849 abandonó el campo de la política.

## Obra
Liouville trabajó en una cantidad muy diversa de campos en matemáticas, incluyendo teoría de números, análisis complejo, topología diferencial, pero también en física matemática e incluso astronomía. Se le recuerda en particular por el teorema que lleva su nombre.
En la teoría de números él fue el primero en probar la existencia de los números trascendentes mediante el empleo de una construcción denominada fracción continua (Números de Liouville). En física matemática se tiene la Teoría de Sturm-Liouville que fue una colaboración con Jacques Charles François Sturm y ahora es un procedimiento estándar para resolver cierto tipo de ecuaciones integrales. Se tiene además el segundo teorema de la mecánica hamiltoniana.

## Eponimia
- El cráter lunar Liouville lleva este nombre en su memoria.[1]
- El asteroide (26960) Liouville también conmemora su nombre.